# غلامرضا شریعتی
غلامرضا شریعتی (زادهٔ ۱۳۵۱ در بهبهان) سیاستمدار اصلاح‌طلب ایرانی است که در دولت دوازدهم از سال ۱۳۹۹ تا ۱۴۰۰ به‌عنوان معاون رئیس‌جمهور و رئیس سازمان ملی استاندارد ایران فعّالیت می‌کرد. او همچنین از عضو هیئت علمی دانشگاه جندی‌شاپور است.
شریعتی از سال ۱۳۹۵ تا ۱۳۹۹ در دولت‌های یازدهم و دوازدهم سمت استاندار خوزستان را برعهده داشت.
وی دانش‌آموختهٔ دکترای ژنتیک انسانی از دانشکده علوم پزشکی دانشگاه تهران است و فعالیت سیاسی خود را در اواخر دولت هفتم و ابتدای دولت هشتم، از استانداری خوزستان آغاز کرد.

## زندگی‌نامه
غلامرضا شریعتی در سال ۱۳۵۱ در شهر بهبهان، در استان خوزستان زاده شد و تحصیلات ابتدایی تا دریافت دیپلم متوسطه را در زادگاهش طی نمود. وی دارای مدرک دکتری ژنتیک مولکولی از دانشکده علوم پزشکی دانشگاه تهران می‌باشد. شریعتی فعالیت سیاسی خود را از دولت اصلاحات در استانداری خوزستان آغاز نمود.
وی از سال ۱۳۸۰ تا ۱۳۸۴ مدیرکل سیاسی و انتظامی استانداری خوزستان در دولت اصلاحات بود. در دوره نخست استانداری عبدالحسن مقتدایی در خوزستان، شریعتی برای دوره‌ای سرپرستی معاونت سیاسی و اجتماعی استانداری خوزستان را برعهده داشت. در طول دوران ۸ ساله فعالیت دولت‌های نهم و دهم، وی فعالیت سیاسی نداشته و به عنوان مدرس و عضو هیئت علمی دانشگاه جندی‌شاپور فعالیت می‌کرد.

## فعالیت‌ها
در دولت یازدهم، پس از برکناری عبدالحسن مقتدائی از استانداری خوزستان و دوره کوتاه سرپرستی فرج‌الله خبیر، شریعتی به‌عنوان استاندار خوزستان منصوب شد. از جمله فعالیت‌های وی پیگیری مسائل اجتماعی استان خوزستان و ارتقاء جایگاه آن از سطح استانداری، به شورای اجتماعی کشور و مدیریت آن زیر نظر وزیر کشور بود.
در دوره استانداری شریعتی در دولت دوازدهم، برای نخستین بار در کشور، حکم فرمانداری برای یک زن، (به‌عنوان فرماندار شهرستان کارون) توسط وی صادر شد. گرچه این رویداد از دوره مدیریت عبدالحسن مقتدائی در استانداری خوزستان آغاز شده بود، که با انتصاب ۸ بخشدار زن در یک روز توسط مقتدایی، در نهایت از استانداری خوزستان برکنار گردید و شریعتی جایگزین او شد.

## حواشی

### سیل خوزستان
به هنگام بازدید غلامرضا شریعتی از مناطق سیل‌زده خوزستان، پیرمردی با انتقاد از عدم امداد رسانی، خطاب به استاندار خوزستان می‌گوید؛ «آیا فقط به سوریه می‌رسید؟'» و این شهروند با برخورد تند و تهدیدآمیز شریعتی مواجه می‌شود. او در پاسخ به انتقاد این شهروند از عملکرد نظام جمهوری اسلامی، می‌گوید:
حرف بی‌ربط نزن، آدم مخالف نظامِ بی‌تربیت، برو بیرون، برو گمشو، تا ندادم… این حرف‌ها چیه؟ ما خونمون (خون) رو براشون دادیم. (اشاره وی به مردم خوزستان و جنگ ایران و عراق است)
این برخورد استاندار خوزستان با یک شهروند منتقد، در رسانه‌ها و شبکه‌های اجتماعی بازتاب گسترده‌ای داشت.
او به دلیل استفاده مکرر از «تسبیح» و ذکرگویی در جلسات، به «ارباب تسبیح‌ها» هم شهرت دارند.

### دادگاه متهمان ارزی
در جریان دادرسی پرونده امید اسدبیگی؛ مدیرعامل شرکت کشت و صنعت نیشکر هفت‌تپه به اتهام اخلال در نظام ارزی و پولی کشور، طبق اظهارات نماینده دادستان؛ همسر شریعتی اعتراف کرده که هزینه سفر استاندار و خانواده وی (چندین خانواده و وابستگان) را اسدبیگی داده و همین‌طور مبلغ ۲۰۰ هزار دلار را به همسر غلامرضا شریعتی پرداخت کرده است. که این مطالب صورتجلسه و در پرونده موجود است.
استاندار خوزستان در واکنش به این اتهامات طی مصاحبه‌ای ضمن رد اتهامات، تأکید کرد که «ماه پشت ابر نمی‌ماند».
پیرو اتهام وارد شده به شریعتی، دادستانی کشور اعلام کرد که پرونده اتهامی در خصوص استاندار خوزستان، در دادسرای تهران مطرح نبوده و بر همین اساس، وارد کردن اتهام به وی، غیرموجه و فاقد مشروعیت قانونی است.